# サンアントニオ国際博覧会

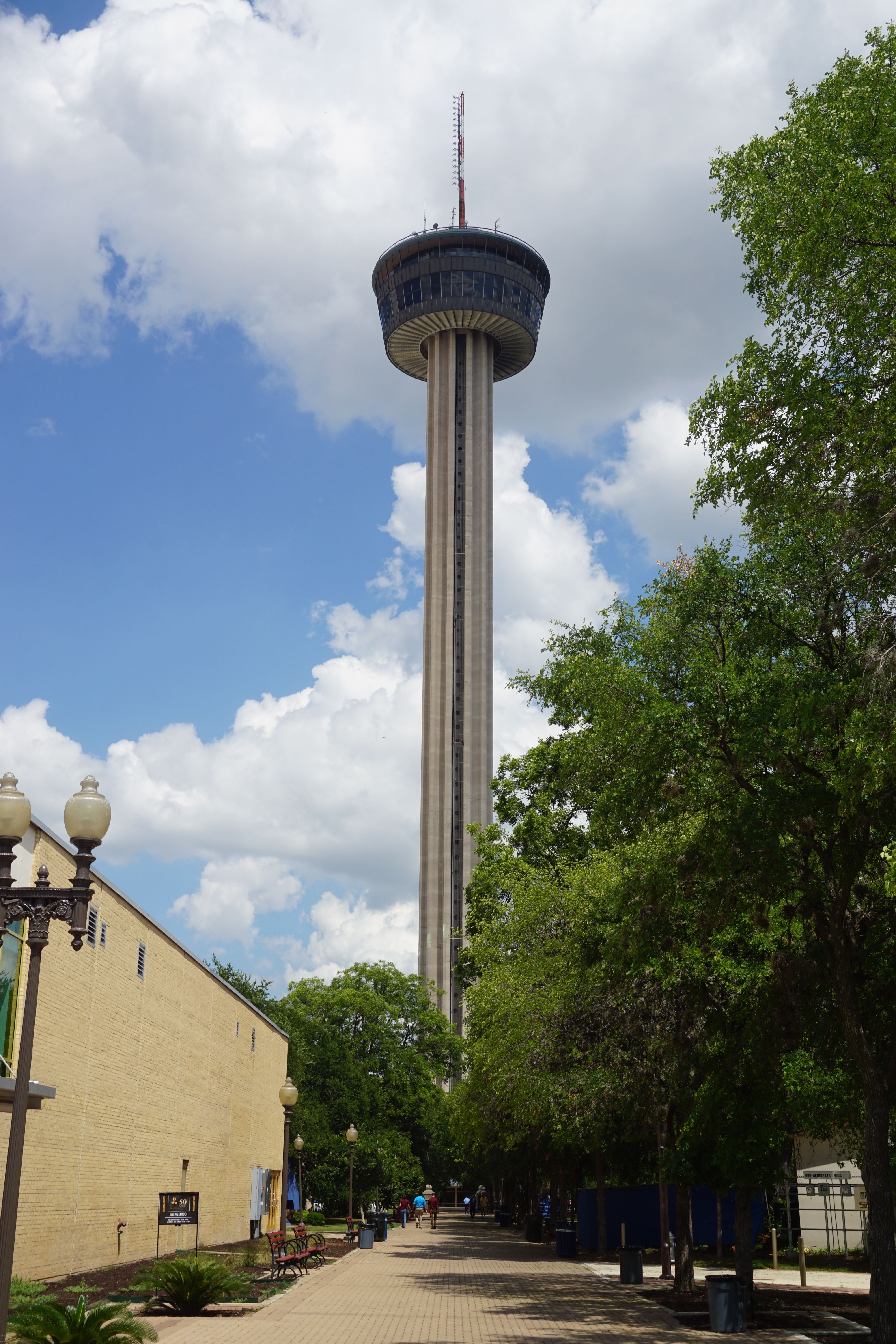
タワー・オブ・アメリカズ

サンアントニオ国際博覧会（サンアントニオこくさいはくらんかい, Hemisfair 1968 - San Antonio, Expo 1968）は、1968年4月6日から10月6日までアメリカ合衆国テキサス州サンアントニオで開催された国際博覧会（特別博）である。テーマは「アメリカ大陸における文化の交流」。23ヶ国が参加した。
開幕日の1968年4月6日に、高さ約229mのタワー・オブ・アメリカズが開館した。このタワーは、1996年4月30日にネバダ州ラスベガスにできた高さ約350mのストラトスフィアに抜かれるまでの28年間、展望タワーとしては全米一の高さを誇った。